# D6015 (Eure)
De D6015 is een departementale weg in het Noord-Franse departement Eure. De weg loopt van de grens met Yvelines via Vernon en Val-de-Reuil naar de grens met Seine-Maritime. In Yvelines loopt de weg als D915 verder naar Mantes-la-Jolie en Parijs. In Seine-Maritime loopt de weg verder als D6015 naar Rouen en Le Havre.

## Geschiedenis
Oorspronkelijk was de D6015 onderdeel van de N182. In 1949 werd de weg omgenummerd tot N13BIS en in 1978 tot N15. In 2006 werd de weg overgedragen aan het departement Eure, omdat de weg geen belang meer had voor het doorgaande verkeer vanwege de parallelle autosnelweg A13. De weg is toen omgenummerd tot D6015.